# Toni Dijan
Toni Dijan (San Cassiano, 17 febbraio 1983) è un ex cestista e allenatore di pallacanestro croato.

## Palmarès
- Campionato croato: 1

Zadar: 2004-05
- Coppa di Croazia: 3

Zadar: 2003, 2005
K.K. Zagabria: 2010
- Coppa di Slovenia: 1

Union Olimpija: 2006
- Coppa di Bosnia ed Erzegovina: 1

Široki: 2008
- Lega Adriatica: 1

Zadar: 2002-03